# Enrico Ferri
Enrico Ferri, född 25 februari 1856 i San Benedetto Po, död 12 april 1929 i Rom, var en italiensk jurist och politiker.

## Biografi
Ferri var professor vid åtskilliga italienska universitet 1881-94, men avsattes på grund av sin dragning åt socialismen av Francesco Crispi. Han höll 1895-96 föreläsningar vid Université nouvelle i Bryssel och var senare verksam som advokat i Rom samt docent och från 1909 professor i straffrätt vid universitetet där. År 1886 blev han ledamot av deputeradekammaren, där han anslöt sig till yttersta vänstern. 

### Kriminolog
Ferri räknas jämte Cesare Lombroso och Raffaele Garofalo såsom grundläggare av den så kallade italienska kriminalistskolan (den positiva straffrättsskolan), enligt vilken varje brottslig handling med nödvändighet framgår ur brottslingens nedärvda karaktär samt den yttre omgivningen (naturen och samhället). Med denna uppfattning förlorar, såsom Ferri gjorde gällande, begreppen skuld och tillräknelighet sin nedärvda betydelse. 
Samhällets verksamhet till brottslighetens bekämpande bör framförallt inrikta sig på att undanröja de i samhällsförhållandena grundade orsakerna genom att förändra dessa, och straffet, i den mån det likväl behöver tillgripas, blott avse samhällets skyddande mot förbrytaren genom att underkasta honom det härför lämpligaste behandlingssättet, vilket ingalunda nödvändigt behöver avse något lidande för brottslingen. Att straffets karaktär av ett avsiktligt tillfogat lidande skulle vara nödvändig för att avskräcka andra från att begå brott, förnekade han helt och hållet. 
Sin grunduppfattning av brott och straff framställde Ferri i arbetet Sociologia criminale (1892; fjärde upplagan 1900; översatt till tyska och franska). Bland hans övriga skrifter kan nämnas La teorica dell' imputabililá e la negazione del libero arbitrio (1878), Educazione, ambiente e criminalità (1883) och L'omicidio nella antropologia criminale (två band, 1895). Med Lombroso uppsatte och redigerade han (från 1880) tidskriften "L'archivio di psichiatria, scienze penali et antropologia criminale". 

### Socialist
Ferri var utgivare av socialisttidningen "Avanti" och en av socialistpartiets mest framträdande ledare inom deputeradekammaren. I partiet intog han en mellanställning mellan Filippo Turatis moderata grupp och syndikalisterna samt tog livlig del i de olika socialistgruppernas häftiga inbördes fejder. Han lämnade partiet 1912 och framträdde därefter i parlamentet som oavhängig socialist. Han var ivrig motståndare till Italiens deltagande i första världskriget. Till svenska översattes 1903 hans "Socialism och modern vetenskap", i vilken han skriver om sina tankar rörande darwinism, socialism och utvecklingsläran.